# Fieffes-Montrelet
Fieffes-Montrelet è un comune francese di 336 abitanti situato nel dipartimento della Somme nella regione dell'Alta Francia.

## Società

### Evoluzione demografica
Abitanti censiti